# Trypetisoma caniventre
Trypetisoma caniventre är en tvåvingeart som först beskrevs av Mario Bezzi 1928.  Trypetisoma caniventre ingår i släktet Trypetisoma och familjen lövflugor. Inga underarter finns listade i Catalogue of Life.